# Božena Fuchsová
Božena Fuchsová (* 26. srpna 1944) byla česká a československá politička Československé strany socialistické a poslankyně Sněmovny národů Federálního shromáždění za normalizace.

## Biografie
K roku 1981 se profesně uvádí jako technička. Ve volbách roku 1981 zasedla za ČSS do české části Sněmovny národů (volební obvod č. 25 - Karlovy Vary, Západočeský kraj). Ve Federálním shromáždění setrvala do konce funkčního období, tedy do voleb roku 1986.
Po roce 1989 se okrajově angažovala v komunální politice. V komunálních volbách roku 1998 neúspěšně kandidovala za Českou stranu národně sociální (polistopadová nástupkyně ČSS) do zastupitelstva města Nejdek. Profesně je tehdy uváděna jako technička.